# Cérilly, Yonne
Cérilly là một xã của Pháp,tọa lạc ở tỉnh Yonne trong vùng Bourgogne của Pháp. Cérilly có diện tích 7,29 km2, dân số năm 1999 là 54 người. Cérilly nằm ở độ cao từ 152–134 m trên mực nước biển.

## Thông tin nhân khẩu
| Năm | 1962 | 1968 | 1975 | 1982 | 1990 | 1999 |
| --- | ---- | ---- | ---- | ---- | ---- | ---- |
| Dân số | 66   | 70   | 49   | 51   | 50   | 54   |
| From the year 1962 on: No double counting—residents of multiple communes (e.g. students and military personnel) are counted only once. |      |      |      |      |      |      |